# غار کلماکره
غار کَلْماکَره یک غار با اهمیت تاریخی در استان لرستان در غرب ایران است. این غار در شهرستان پلدختر در استان لرستان واقع شده‌است. معنی واژه کلماکره به زبان لری به معنی «جایگاه بز (کل کوهی) و انجیر» است.
این غار از جمله غارهای تاریخی و شاخص ایران است که در هزاره اول (حدود ۸۰۰ سال) قبل از میلاد، محل نگهداری خزائن سلطنتی خاندان ساماتورا در زمان تمدن عیلام بوده است. این غار در شهرستان پلدختر ،  بخش مرکزی واقع شده‌است. این اثر در تاریخ ۲۲ مرداد ۱۳۸۴ با شمارهٔ ثبت ۱۳۱۱۹ به‌عنوان یکی از آثار ملی ایران به ثبت رسیده‌است.
در غار کلماکره آثار زیادی از ایران باستان، همانند کاسه‌های ماهی بادامی و تکوک‌های بسیار نفیس به دست آمد که به دلیل بی‌تدبیری مسئولان همگی از کشور خارج گردید.

## نحوه کشف
غار کلماکره در شهرستان پلدختر واقع شده‌است. پیشانی غار ۵۰٫۱ متر جلوتر از پایین دهانه آن است و به همین دلیل این غار از دید پنهان است. کلماکره به صورت اتفاقی در سال ۱۳۶۸ توسط یک شکارچی(بنا به گفته بومیان و محلیان عزیز نامی بوده معروف به عزیز گاوکش ) که در تعقیب یک بز بود، کشف شد. او در دهانه غار کلماکره که دالانی طولانی و منتهی به تالارهای اصلی است، یک سکه کشف کرد که این به کنجکاوی وی و کشف کل گنجینه انجامید.
سازمان میراث فرهنگی، صنایع دستی و گردشگری پس از مدتی از وجود چنین غاری مطلع شد و گروهی را برای حفاظت از آن راهی کرد اما تمام اشیاء موجود در این غار که شامل سکه و تعدادی مجسمه نقره‌ای از اشکال حیوانات و جام‌های نقره‌ای  بود، توسط افراد محلی و قاچاقچیان از غار خارج شده بود.

## یافته‌های غار
تعداد زیادی اشیا نفیس با قدمت تاریخی فراوان در کاوش‌های غیرمجاز از این غار به دست آمده‌اند که در موزه‌های اروپایی مانند لوور ، بریتیش میوزیوم لندن ،موزه متروپولیتن نیویورک، سن‌پترزبورگ روسیه و نیز موزه میهو ژاپن نگهداری می‌شوند. این اشیاء شامل پیکره‌ها، بشقاب‌ها و تکوک‌های نفیس هستند.

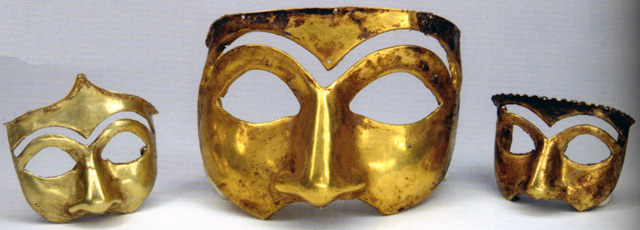
نقاب‌های یافته شده از غار کلماکره

در سال‌های اخیر، برخی از اشیای دزدیده شده توسط نیروهای انتظامی و اطلاعاتی کشف شده و در اختیار سازمان میراث فرهنگی، صنایع دستی و گردشگری قرار گرفته‌اند. این اشیا در موزه ایران باستان در تهران و موزه تبریز و  نیز در موزه قلعه فلک‌الافلاک در خرم‌آباد نگهداری می‌شوند.
 یکی از ۶ گنجینه بزرگ کشف شده در جهان 
بسیاری از اشیای تاریخی و ارزشمند این غار که به صورت اتفاقی در سال ۱۳۶۸ کشف شد و از آن به عنوان یکی از ۶ گنجینه بزرگ کشف شده در جهان یاد می‌کنند امروز در موزه‌های خارج از کشور است.

## ناگفته‌های کلماکره
این نشست درباره غار کلماکره در لرستان بود که  در ۱۷ شهریورماه سال ۱۳۹۵ در خانه اندیشمندان علوم انسانی برگزار شد. در این رویداد، حسین غضنفری، حسن قره‌خانی، حسین بیرانوندی، منصوره نظارتی‌زاده و مهرداد ملکزاده سخنرانی کردند.
ناگفته‌های کلماکره؛ بخش اول
زمانی که خبر کشف گنجینه غار کلماکره منتشر شد، اواخر جنگ تحمیلی بود. در شرایط جنگ و خسارات ناشی از آن، سازمان میراث فرهنگی نیز به تازگی شکل گرفته و هنوز نوپا بود. از طرف دیگر، ذهنیت برخی از سردمداران حکومت در مورد این سازمان منفی بود و آن را حافظ و حامی آثار شاهان و شاهنشاهی می‌پنداشتند. در نتیجه‌ی این دیدگاه، استان لرستان نیز در زمینه حفظ و نگهداری میراث فرهنگی با مشکل مواجه بود. پس از اینکه گزارش‌های متعددی از پیدا شدن اشیاء باارزش در این غار به میراث فرهنگی لرستان رسید، از تهران درخواست کارشناس شد. زیرا استان در آن زمان کمبود کارشناسِ مردم‌شناس، باستان‌شناس و زمین‌شناس داشت. هر چند از تاریخ درخواست میراث لرستان تا تاریخ اعزام کارشناس از تهران و بررسی غار، به نسبت اهمیت موضوع زمان زیادی طول کشید، اما در نهایت با ورود استانداری و وزارت اطلاعات به پرونده، بخشی از اشیاء منسوب به کلماکره که قاچاق شده بود، پیدا شد.
ناگفته‌های کلماکره؛ بخش دوم
سرقت قطعه‌ای از سنگ‌های تخت‌جمشید ماجراهایی به دنبال داشت که منجر به شناسایی برخی آثار غار کلماکره شد. ردیابی سارقِ قطعه سنگ تخت جمشید، مأموران را به خانه یک قاچاقچی عتیقه راهنمایی کرد. بعد از کشف اشیاء قاچاق، حسن قره‌خانی به عنوان کارشناس میراث فرهنگی برای تهیه گزارش و ارائه به دادگاه به دیدن اموال می‌رود که در میان آثار کشف‌شده، اشیاء منسوب به غار کلماکره را می‌بیند.
ناگفته‌های کلماکره؛ بخش سوم
در استان لرستان و در شهرستان پلدختر کوهی به نام مَله‌کوه وجود دارد که بر شهر سایه افکنده. در یکی از شیارهای این کوه غار کلماکره قرار دارد. در غرب این کوه رودخانه سیمره دیده می‌شود و در شرق آن رودخانه‌ای به نام کشکان است. بر روی این دو رودخانه بزرگ، دو پل بزرگ ساخته شده که این پل‌ها بیانگر اهمیت استراتژیک منطقه است.
کلماکره اصطلاحی محلی است. «کل» در زبان لری به معنای نرینه‌بز کوهی، «ما» مخفف مان به معنی جایگاه و «کره» نوعی درختچه شبیه انجیر که ثمره آن غیرقابل خوردن است. فرضیه بیرانوندی این است که «آخرین پادشاه عیلام نو از ترس پادشاه آشور به سمت مدکتو در غرب شوش فرار می‌کند و همه اموال ارزشمند دربار را با خود می‌برد و چون در حال تعقیب است به سمت کوه‌های شمال شوش پناه می‌برد و اموال خود را داخل غار پنهان می‌کند و بعد به سوی شمال لرستان می‌رود که در میان راه کشته و اشیاء و نگهبان‌ها به فراموشی سپرده می‌شود». هرچند که این تنها فرضیه است و هنوز سند و مدرکی مبنی بر اثبات آن وجود ندارد.
ناگفته‌های کلماکره؛ بخش چهارم
آزمایش‌ها و مطالعات آرکئومتری (باستان‌سنجی) بر حدود بیست قطعه از آثار غار کلماکره نشان می‌دهد که این آثار منسوب به کلماکره هستند و تقلبی نیستند.
ناگفته‌های کلماکره؛ بخش پنجم
قصه کلماکره یکی از قصه‌های باستان‌شناسی ایران است که از اواخر دهه ۱۳۶۰ رایج شد. این قصه هم مانند قصه زیویه و املش شهرت زیادی بین عتیقه‌فروشان پیدا کرد و به همین علت، اشیاء زیادی را به دروغ به آن نسبت دادند تا زودتر و گران‌تر به فروش برسد. پروفسور لمبرت -استاد شرق‌شناسی دانشگاه لندن- که بخش بزرگی از کتیبه‌های کنده‌شده بر روی آثار غار کلماکره را خوانده بود، در یادداشت‌های پیش از مرگش اعتراف کرده که خود برخی از کتیبه‌ها را بر اشیاء کلماکره کنده است.